# Népszínház utca
Népszínház utca, anciennement Márkus Emília utca, Keresztúri út (en allemand : Kereszturerwe), Baromvásár utca, Sertésvásár utca, Hentes utca (Fleischergasse), Sertéskereskedő utca (Borstenviehhändlergasse) puis Blaha Lujza utca, est une rue située dans le quartier de Népszínház, dans le 8e arrondissement de Budapest. Il s'agit de l'une des voies principales de l'arrondissement, parcourue par les lignes  28 37 37A 62 du tramway de Budapest. La rue part en diagonale de Blaha Lujza tér et du Nagykörút et longe Rákóczi út pour déboucher sur Teleki László tér. Avant 1965, la rue franchissait le Nagykörút pour atteindre Rákóczi út en angle aigu. On trouvait dans cet îlot en triangle l'ancien théâtre national, ancien siège du théâtre populaire (népszínház) dont la rue tire son nom actuel.
Il s'agit d'une voie pénétrante aux quartiers les plus insalubres du centre de Budapest. Pourtant, les immeubles y sont d'une qualité architecturale remarquable. On y trouve au numéro 19 la maison Harsányi conçue par Béla Lajta et au numéro 35 la maison Ruchlinder conçue par Béla Málnai.

## Description
Népszínház utca suit un tracé droit, allant de Blaha Lujza tér à son extrémité Nord-Ouest, jusqu'à Teleki László tér à son extrémité Sud-Est. Alors que les quartiers situés à l'extérieur du Nagykörút sont souvent découpés selon une trame orthogonale, le tracé particulier de Népszínház utca et de ses rues attenantes, crée un paysage urbain assez distinct du reste de Pest. La rue est bordée de bout en bout d'immeubles d'habitation de bonne facture, dans lesquels vivait avant la Seconde Guerre mondiale une importante communauté juive, comme en témoigne le nombre élevé de maisons étoilées. On trouve à la moitié de la rue environ l'entrée sud du square de II. János Pál pápa tér et la station de métro éponyme de la ligne  .
Ancienne artère caractérisée par le commerce boucher et charcutier, ce sont désormais les petits artisans - chapeliers, tailleurs, luthiers, coiffeurs - qui dominent. La présence d'une importante communauté nigériane et d'Afrique subsaharienne est visible dans le profil de certains commerces (nourriture exotique, coiffure afro, bars). Lieu de passage important entre Kőbánya et le centre-ville de Pest, on y trouve d'autres commerces ethniques, tenus notamment par des Chinois, des Turcs et des Afghans, lesquels n'habitent pas nécessairement le quartier.

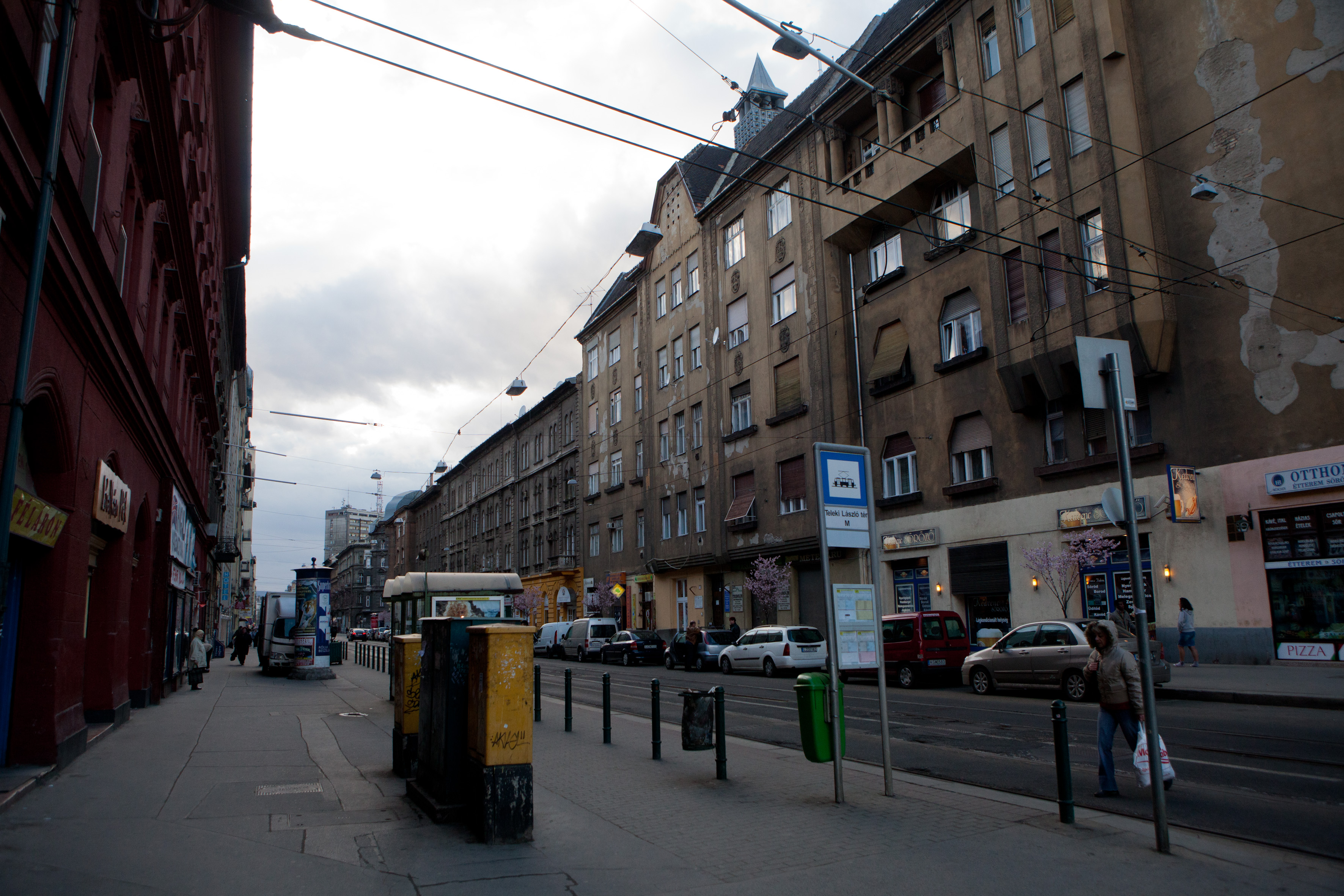
Vers Teleki László tér.

La partie située du côté de Teleki László tér a bénéficié marginalement du programme de réhabilitation Magdolna, avec la réfection du square Teleki et la construction de grandes halles couvertes. Le reste de la rue, considéré comme relevant de la compétence de la municipalité centrale de la ville (et non de l'arrondissement), devrait faire l'objet d'importants travaux de réhabilitation. Le projet est de patrimonialiser les activités artisanales.

## Histoire
Le tracé actuel de Népszínház utca remonte au XVIIIe siècle, lorsque arrivait dans le centre-ville de Pest la route nationale de Keresztúr (Keresztúri országút). Cet axe change de nom un grand nombre de fois au cours des décennies suivantes, reflétant assez bien l'évolution de son économie : la rue de la foire aux bestiaux (Baromvásár utca), la rue de la foire du porc (Sertésvásár utca), en 1817 la rue du charcutier (Hentes utca), à partir de 1838 la rue des marchands porcins ('Borstenviehhändlergasse, traduite en hongrois en 1850 : Sertéskereskedő utca), puis enfin Népszínház utca avec l'inauguration du théâtre populaire (népszínház) en 1874. La rue sera brièvement renommée Blaha Lujza utca entre 1918 et 1919. La création de Blaha Lujza tér en 1919 pour désigner la placette sise devant le Théâtre national, ampute la rue de la partie située au-delà du grand boulevard.

## Édifices
- no 8 : ancien palais hongrois des affaires industrielles, désormais siège de l'école supérieure technique Donát Bánki (Bánki Donát Műszaki Főiskola), construit selon les plans d'Alajos Hauszmann ;
- no 17 : immeuble d'habitation conçu en 1910 par Sámuel Révész et József Kollár ;
- no 19 : maison Harsányi conçue par Béla Lajta ;
- no 22 : immeuble d'habitation appartenant à la brasserie Polgári, construit selon les plans d'Emil Vidor (1906) ;
- no 31 : immeuble d'habitation conçu en 1912 par Sámuel Révész et József Kollár. On y trouvait au rez-de-chaussée un cinéma, le Nap mozi ;
- no 32 : immeuble conçu en 1911-1912 par Emil Bauer et Gyula Guttmann ;
- no 35 : maison Ruchlinder conçue par Béla Málnai ;
- no 37 : immeuble d'habitation conçu par Béla Löffler et Sándor Löffler en 1910–1911.